# Ilban Khan
Ilban Khan fou kan de l'Horda d'Or vers 1373 a 1375. Savilief dona el seu nom d'acord amb una moneda, com Alp Khoja.
Pertanyia a la línia xibànida de Turan, sent fill de Ming Temür (Maengu Timur) i nebot de Mahmud Khirz i, per tant, podria ser germà de Tulunbeg. Monedes seves apareixen el 1373/1374 encunyades a Saraitxuk.
El va succeir el seu fill Kaganbeg o Kaganbek (Khaghan Khan).